# كريستيان غوتفريد إهرنبرغ
كريستيان غوتفريد إهرنبرغ (بالألمانية: Christian Gottfried Ehrenberg)‏ هو طبيعي وعالم حيوان، وعالم تشريح المقارن، وجيولوجي وأيضا اختصاصي كائنات مجهريات ألماني، من مواليد 19 أبريل 1795. كان واحدا من أشهر العلماء وأكثرهم إنتاجية في عصره، إلى جانب كونه مبشرا بروتستانتينا.

## السيرة الذاتية
ولد كريستيان جوتفريد إهرنبرغ، وهو ابن قاض، بحلول 19 أبريل 1795 في ديلتزش، بالقرب من لايبزيغ. درس أولا اللاهوت في جامعة لايبتزغ، ثم الطب والعلوم الطبيعية في برلين، حيث أصبح صديقا للمستكشف الشهير ألكسندر فون هومبولت. بحلول سنة.1818، وأكمل إهرنبرغ أطروحة الدكتوراه الخاصة به عن الفطر، تحت عنوان  "Sylvae mycologicae Berolinenses".
ذهب إهرنبرغ خلال الفترة الممتدة بين سنتي 1820 و1825 في رحلة علمية إلى الشرق الأوسطرفقة صديقه فيلهلم همبر، تمكن خلال ذلك من جمع آلاف العينات من النباتات والحيوانات. كما قام أيضا بالتحقيق في أجزاء من مصر والصحراء الليبية ونهر النيل والسواحل الشمالية للبحر الأحمر،  حيث أجرى دراسة خاصة عن الشعاب المرجانية. انتقل إهرنبرغ بعد ذلك، لفحص أجزاء من سوريا وشبه الجزيرة العربية وإثيوبيا. تم الإبلاغ عن نتائج بعض من تلك الرحلات وكذا المجموعات الهامة التي أشرف على جمعها، بحلول سنة 1826.
بعودته إلى الديار، نشر إهرنبرج العديد من المقالات حول الحشرات والشعاب المرجانية بالإضافة إلى مجلدين تحت عنوان Symbolae physicae، شارك في كتابتهما مع صديقه همبرش، حيث وصف في هذا العمل خصوصيات عدد من الثدييات والطيور والحشرات وغيرها. في مقابل ذلك، قام أيضا بنقل ملاحظات أخرى إلى الجمعيات العلمية.

## التركيز على الكائنات المجهرية
عين إيرنبرغ بحلول سنة 1827 أستاذا للطب في جامعة برلين. بعد سنتين من ذلك وبالضبط في سنة 1929 رافق هومبولدت في رحلته من شرق روسيا إلى الحدود الصينية. بعد عودته بدأ تركيز دراسته على الكائنات العضوية المجهرية، التي لم تتم دراستها بشكل منتظم قبل تلك الفترة.
على مدار ما يقرب من 30 عاما، تمكن إهرنبرغ من فحص عينات من الماء والتربة والرواسب ونفث الغبار والصخور ووصف آلافا من الأنواع الجديدة، من بينها سوطات معروفة مثل اليوغلينا، وهدبيات مثل البراميسيوم الذهبي والبراميسيوم الكوثلي، بالإضافى إلى العديد من مستحاثات، في حولي 400 من منشورات علمية. لقد كان مهتما بشكل خاص بمجموعة أحاديات الخلية من الطلائعيات تدعى باسم الدياتومات، لكنه درس وسمى أيضا عددا من أنواع الشعوعيات ومنخربات وسوطيات الدوارة.
كان لهذه الأبحاث تأثير مهم على بعض الأتربة النقاعية المستخدمة في التلميع والأغراض الاقتصادية الأخرى؛ علاوة على ذلك، كان لها الفضل الكبير في زيادة معارفنا بالكائنات الدقيقة المتواجدة في بعض التكوينات الجيولوجية، وخاصة في الطباشير، ورواسب مياه البحر والمياه العذبة. حيث أنه وإلى غاية اللحظة التي بدأ فيها إهرنبرغ دراساته، لم يكن معروفا أبدا أن كتل صخور الكبيرة كانت تتكون في الواقع من أشكال دقيقة من الحيوانات أو النباتات. إهرنبرغ أثبت أيضا أن فوسفور البحر يرجع إلى كائنات حية.
واصل إهرنبرغ التحقيق في الكائنات المجهرية في أعماق البحار والتكوينات الجيولوجية المختلفة حتى وقت متأخر من حياته إلى غاية وفاته في برلين بحلول 27 يونيو 1876.

## الجوائز والتكريمات

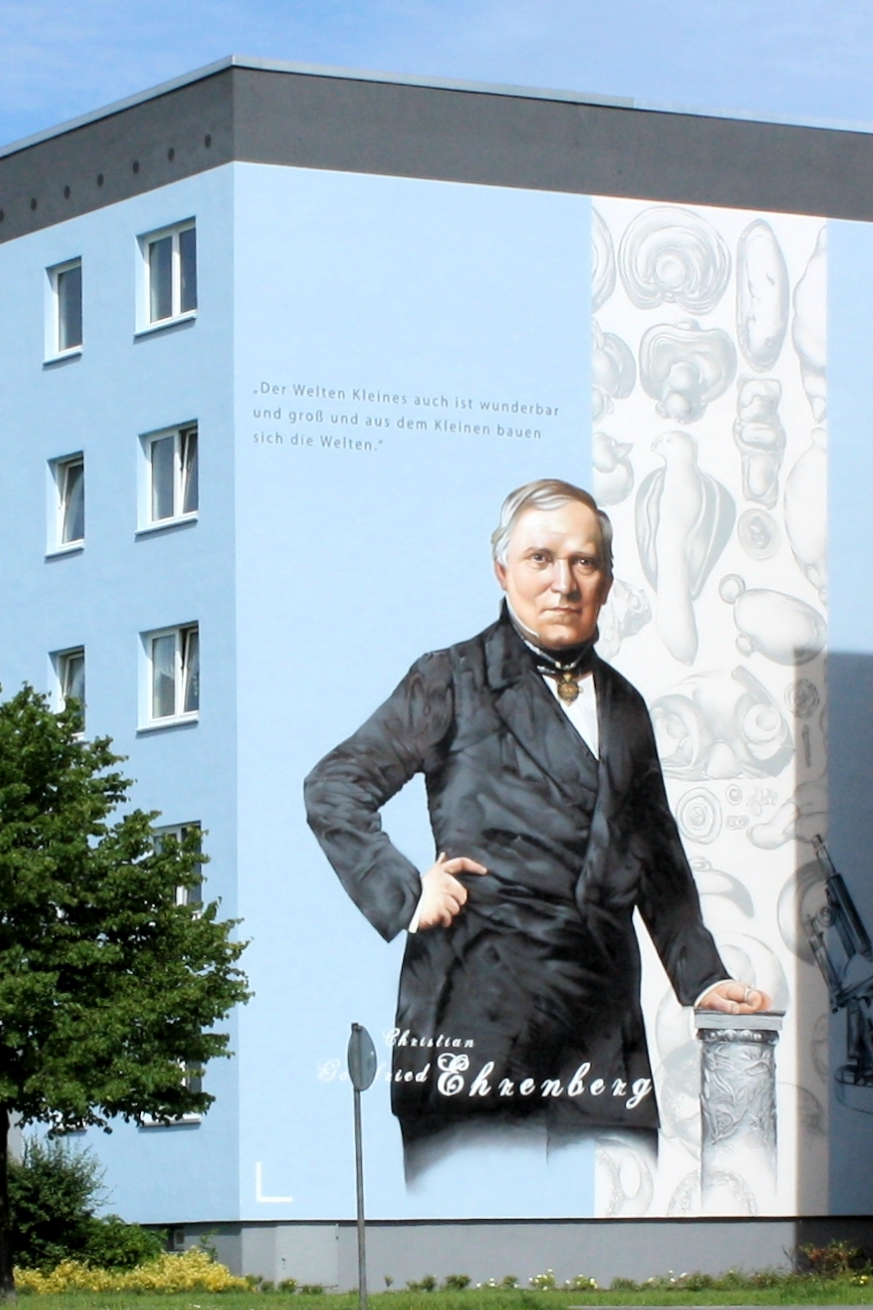
واجهة مبنى بمسقط رأسه في دليتسش، تم عليها تجسيد صورة عملاقة لكريستيان غوتفريد إهرنبرغ بحلول سنة 2013.

كان إهرنبرغ عضوا في الأكاديمية الملكية السويدية للعلوم منذ سنة 1836، وعضوا أجنبيا في الجمعية الملكية بلندن منذ سنة 1837. بوصول سنة 1839، فاز بميدالية ولاستون، وهي أعلى جائزة تمنحها جمعية لندن الجيولوجية. بحلول سنة 1849 تم انتخاب إهرنبرغ كعضو فخري أجنبي بالأكاديمية الأمريكية للفنون والعلوم.

## العائلة
كانت ابنة إهرنبرغ الأصغر، كلارا إهرنبرغ، مساعته لأكثر من 12 عاما. حيث ساعدته في أبحاثه العلمية، ونظمت وفهرست معه مجموعه ومراسلاته، كما أعدت كتابا مرجعيا تصنيفيا. كلارا كانت أيضا رسامة علمية ناشرة.

## روابط خارجية
- كريستيان غوتفريد إهرنبرغ على موقع الموسوعة البريطانية (الإنجليزية)